# Люнет (архитектура)
Люне́т, люнетта (фр. la lunette — диминутив от «луна») —  в архитектуре часть стены в виде сегмента, поле, ограниченное архивольтом арки, а внизу — горизонтальным карнизом или сандриком. Напоминает полумесяц — демилюн (фр. demilune), отсюда название. Форму люнеты имеет поле полукруглых (лучковых) фронтонов. Аналогичные форматы треугольных  фронтонов называются тимпанами.
В форме люнет делают чердачные, мансардные окна. Полукруглую форму может иметь окно типа «бычий глаз». Люнеты, особенно в интерьерах, как и десюдепорты, заполняют рельефами, росписью, декоративной скульптурой. Люнеты бывают сквозными, в этих случаях они используются для освещения внутреннего пространства здания. Близкие, но не тождественные, архитектурные формы в древнерусском зодчестве: закомара, кокошник. Похожую форму в качестве формата используют в изобразительном искусстве. Поэтому полуциркульные навершия античных стел с рельефами также условно именуют люнетами.